# وانگ چوچین
وانگ چوچین (انگلیسی: Wang Chuqin؛ زادهٔ ۱۱ مهٔ ۲۰۰۰) بازیکن تنیس روی میز اهل چین است.
وی در مسابقات کشوری و بین‌المللی در مجموع برندهٔ ۲۵ مدال طلا، ۴ مدال نقره، ۷ مدال برنز شده است.